# Yūsuke Kobayashi (judoka)
Yūsuke Kobayashi –en japonés, 小林 悠輔, Kobayashi Yūsuke– (12 de agosto de 1993) es un deportista japonés que compite en judo. Ganó una medalla de plata en el Campeonato Asiático de Judo de 2016 en la categoría de –90 kg.

## Palmarés internacional
| Campeonato Asiático | Campeonato Asiático  | Campeonato Asiático | Campeonato Asiático |
| Año                 | Lugar                | Medalla             | Categoría           |
| ------------------- | -------------------- | ------------------- | ------------------- |
| 2016                | Taskent (Uzbekistán) | Medalla de plata    | –90 kg              |